# Košarkaški klub Kaštela
Il  K.K. Kaštela è una squadra di pallacanestro croata della città di Castel San Giorgio.